# Len Allchurch
Len Allchurch, właśc. Leonard Allchurch (ur. 12 września 1933 w Swansea, zm. 16 listopada 2016) – walijski piłkarz występujący na pozycji napastnika. Brat innego piłkarza, Ivora Allchurcha.

## Kariera klubowa
Allchurch karierę rozpoczynał w sezonie 1951/1952 w zespole Swansea Town z Division Two. Spędził tam 10 sezonów. Następnie przeszedł do innego zespołu Division Two, Sheffield United. W sezonie 1960/1961 awansował z nim do Division One. W 1965 roku odszedł do Stockport County z Division Four i w sezonie 1966/1967 wywalczył z nim awans do Division Three. W 1969 roku wrócił do drużyny Swansea, grającej w Division Four. W sezonie 1969/1970 awansował z nią do Division Three, a w 1971 roku zakończył karierę.

## Kariera reprezentacyjna
W reprezentacji Walii Allchurch zadebiutował 20 kwietnia 1955 w wygranym 3:2 meczu British Home Championship z Irlandią Północną. W 1958 roku znalazł się w kadrze na mistrzostwa świata. Nie zagrał jednak na nich ani razu, a Walia odpadła z turnieju w ćwierćfinale. W latach 1955–1963 w drużynie narodowej rozegrał 11 spotkań.